# Service des Instruments de politique étrangère
Le Service des instruments de politique étrangère (FPI) est un service (Direction générale) de la Commission européenne créé en réponse à la création du Service européen pour l'action extérieure (SEAE). Le SEAE a fusionné la direction générale des relations extérieures de la Commission (et divers autres services) avec ses homologues du Conseil de l'Union européenne.
Le Service est un département de la Commission qui gère les questions de politique étrangère dans le cadre du mandat de la Commission ; les domaines non transférés au SEAE et qui ne relèvent pas du mandat de la DG Développement et coopération d'EuropeAid. Il travaille avec le SEAE dans le même bâtiment, le bâtiment Triangle à Bruxelles. Il gère des programmes tels que l' Instrument de Stabilité pour la réaction aux crises, qui est partagé entre la Commission et le SEAE,,.
Plus précisément, son travail comprend :
- la politique étrangère et de sécurité commune (PESC) ;
- l'Instrument contribuant à la stabilité et à la paix (IcSP) - L'IcSP est un instrument de l'UE visant à soutenir les initiatives de sécurité et les activités de consolidation de la paix dans les pays partenaires. Il a été créé en 2014 pour prendre le relais de l'Instrument de Stabilité (IfS) ;
- l'instrument de partenariat ;
- l'Instrument de coopération avec les pays industrialisés (ICI) ;
- les Missions d'observation électorale (MOE).

Le FPI est également chargé de gérer certains instruments de régulation de la politique étrangère :
- sanctions PESC ;
- système de certification du Processus de Kimberley (pour les diamants bruts) ;
- prévention du commerce de biens susceptibles d'être utilisés pour la peine capitale ou la torture.